# Havana Brown (razza felina)
L'Havana Brown è il risultato dell'incrocio tra il siamese e il gatto nero domestico da parte di un gruppo di amatori inglesi nel 1950. I primi allevatori introdussero un blu di Russia negli accoppiamenti, ma dai test genetici sembrerebbe che non siano presenti geni di questo nel pool genico.

È stato documentato che i primi gatti self-brown furono presentati in Europa nel 1890 e vennero chiamati gatti Swiss Mountain. Questi gatti, tuttavia, scomparvero dalla scena fino al termine della seconda guerra mondiale; la spiegazione sta probabilmente nel fatto che il siamese club britannico ne scoraggiò l'accoppiamento.